# Giovanni Battista Vaccarini
Giovanni Battista Vaccarini (Palermo, 3 febbraio 1702 – Milazzo, 11 marzo 1768) è stato un architetto italiano.

## Biografia
Architetto primario del senato di Palermo, completò poi a Roma la sua educazione alla scuola di Carlo Fontana. Influenzato dall’architettura locale di Palermo, in particolare da Tommaso Maria Napoli, architetto di formazione austriaca e quindi della scuola del barocco austriaco. Vaccarini entrò a far parte dell'entourage del cardinale Pietro Ottoboni, mecenate di Händel, Corelli e Juvarra. A Roma studiò con Carlo Fontana che proponeva l'arte di Bernini e Borromini, secondo l'idea di una sintesi tra le opposte maniere dei due architetti. Per la sua formazione furono assai importanti anche gli esempi di Nicola Michetti, Alessandro Specchi, Francesco de Sanctis e Filippo Raguzzini.
Tornato in Sicilia intorno al 1730, Vaccarini lavorò principalmente a Catania, dando un importante contributo alla ricostruzione dell'impianto urbanistico dopo il devastante terremoto del 1693. Nella piazza del Duomo, in cui è collocato il palazzo comunale (Palazzo senatorio o Palazzo degli Elefanti), anch'esso opera di Vaccarini (costruito tra il 1732 e il 1750), l'architetto fece collocare anche un obelisco egittizzante, appoggiato sulla statua tardoantica di un elefante in pietra lavica (la cosiddetta Fontana dell'Elefante). L'iconografia dell'elefante che sostiene l'obelisco presenta reminiscenze della Hypnerotomachia Poliphili (romanzo allegorico stampato da Aldo Manuzio alla fine del Quattrocento), da cui trasse ispirazione anche Gian Lorenzo Bernini per il celebre Pulcin della Minerva.

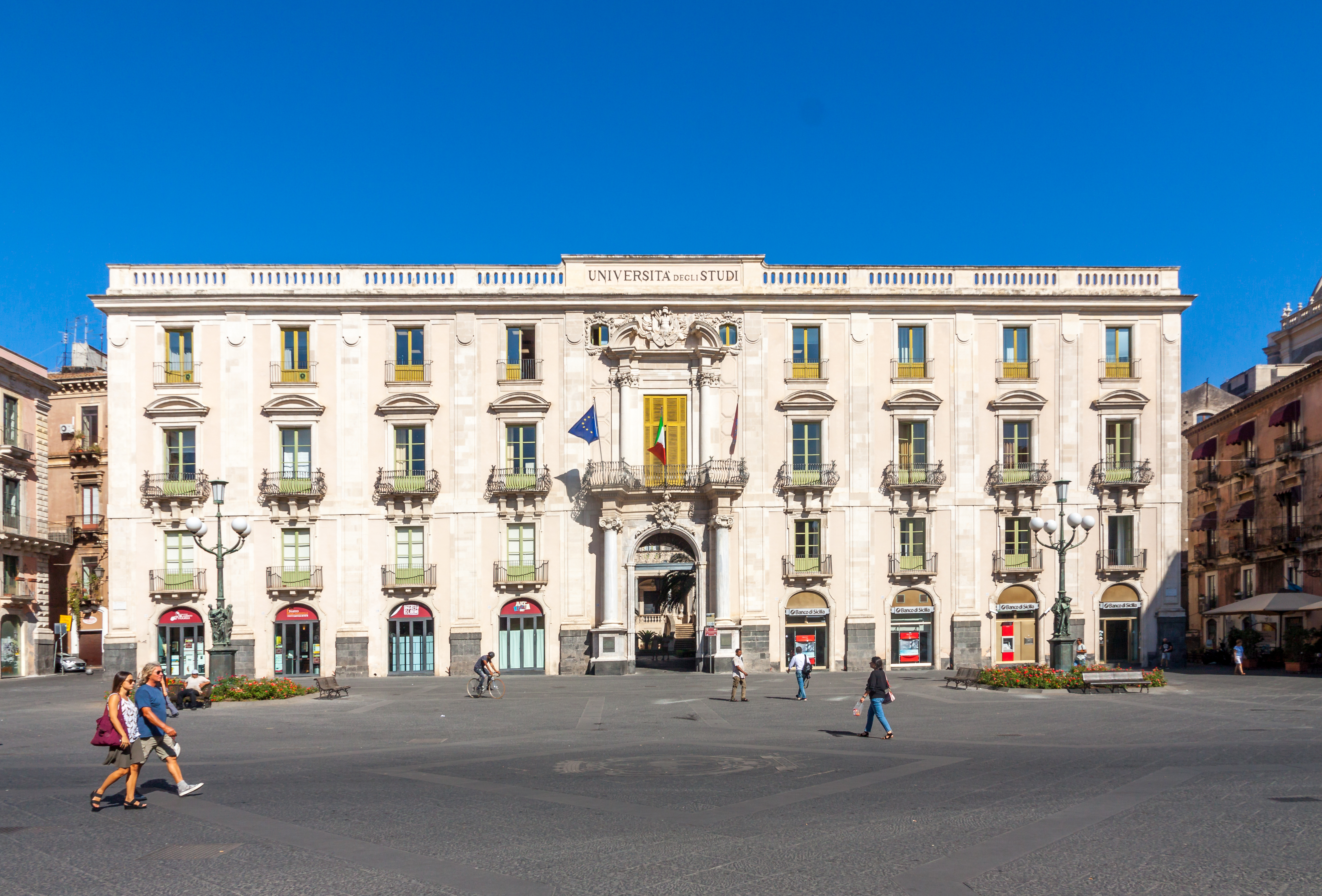
Palazzo San Giuliano

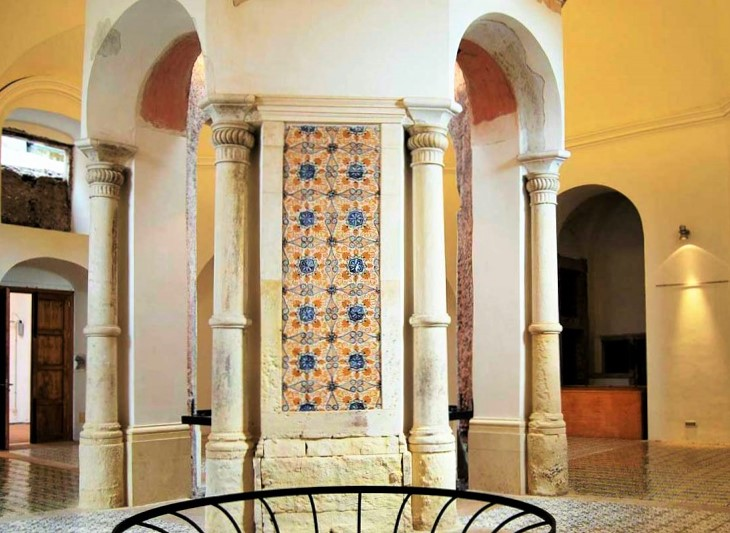
Cucine settecentesche del Monastero di San Nicolò l'Arena, progettate da Vaccarini

Nel restauro della cattedrale di Sant'Agata (1732-1768) la parte che meglio mostra lo stile di Vaccarini è la facciata, movimentata da colonne e specchiature alternate di marmo bianco e pietra lavica.
Nella più piccola chiesa della Badia di Sant'Agata, adiacente alla cattedrale (1735), l'architetto svolse con originalità alcuni spunti borrominiani presenti nella chiesa di Sant'Agnese in Agone (Roma), evidenti nella pianta centrale sormontata da un'alta cupola e nella delicata fronte, mossa da leggere increspature concave e convesse e caratterizzata da paraste con originalissimi capitelli. Proprio la finezza dei dettagli (cornici, balaustre, finestre) fu una caratteristica sempre presente nelle sue opere, anch'essa derivata dal periodo di formazione romana.
Nel 1756 Vaccarini soggiornò brevemente a Napoli, dove collaborò con Luigi Vanvitelli alla scelta dei marmi per la Reggia di Caserta e poté aggiornarsi studiando le opere dello stesso Vanvitelli e di Ferdinando Fuga.
Gli esiti di questo aggiornamento sono visibili nelle sue ultime architetture catanesi con influenze neoclassiche vanvitelliane, come il Collegio Cutelli (1754) e la collaborazione al progetto di San Nicolò l'Arena.
Lavorando al progetto urbanistico a Catania, dopo il catastrofico terremoto del 1693 che aveva distrutto la città, egli progettò alcuni celebri monumenti del centro storico come il palazzo dell'Università, palazzo San Giuliano, palazzo Gioeni, palazzo Valle e intervenne anche nel completamento della chiesa di San Benedetto in via dei Crociferi.

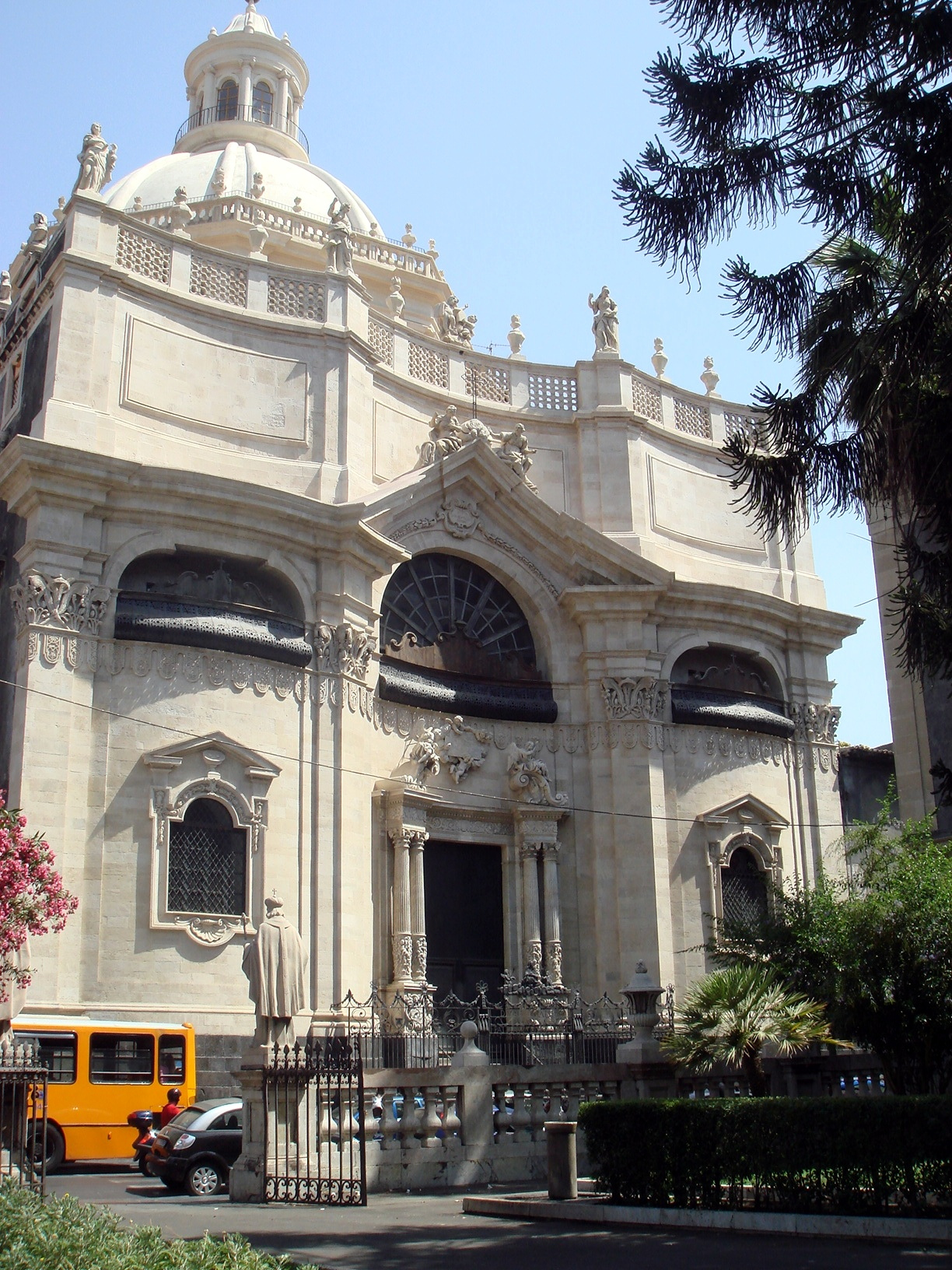
Chiesa della Badia di Sant'Agata (1767)

Vaccarini morì a Milazzo nel 1768.

## Opere
a Catania:

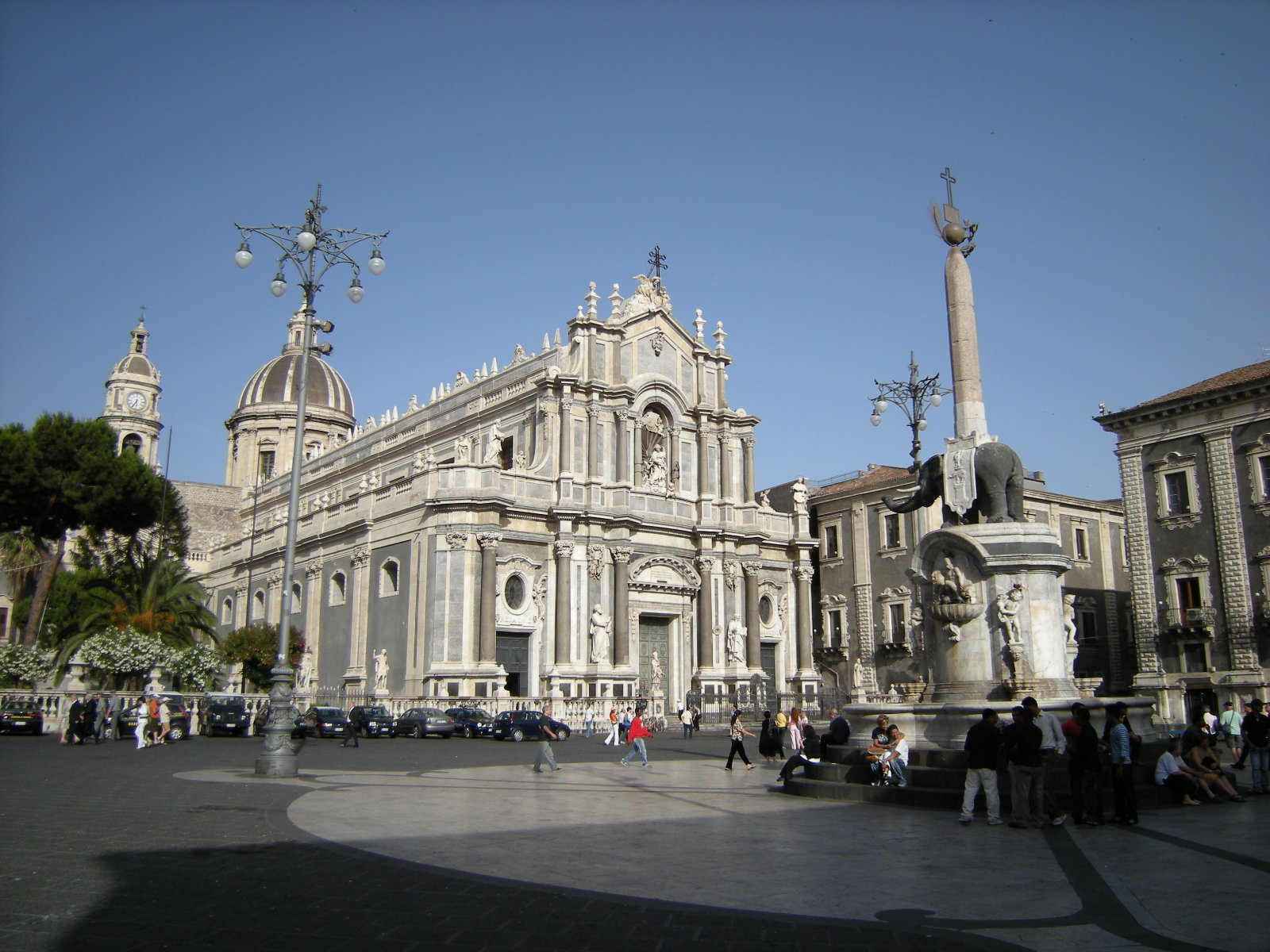
Facciata barocca della Cattedrale di Sant'Agata e Fontana dell'Elefante

- facciata del duomo di Catania (più prospetto laterale e facciata dell'edificio destinato al Capitolo e alla Sagrestia): il progetto riceverà l'imprimatur dell'Accademia di San Luca nel 1734 e di nuovo nel 1753;
- Chiesa della Badia di Sant'Agata (dal 1735);
- Chiesa di San Giuliano (1740-48, completata da Giuseppe Palazzotto);
- Chiesa dell'Ogninella (attr.);
- dal 1743 interviene nei lavori del convento di San Nicolò l'Arena: refettorio, antirefettorio, museo e biblioteca;
- Palazzo dell'Università (1730);
- la corte del collegio dei Gesuiti (1747);
- palazzo Villarmosa, oggi del Toscano (completamente rifatto nella seconda metà dell'Ottocento);
- Casa di Vaccarini;
- interviene sul Palazzo di Città di Catania (1735, completa il prospetto);
- alcuni accorrgimenti, come uno scalone ed una fontana, nel monastero della Santissima Trinità;
- Palazzo Valle;
- partito centrale del Palazzo Sangiuliano (1747);
- Convitto Cutelli (1761, con Francesco Battaglia)

a Palermo:
- redige un progetto di restauro (1752) del Duomo di Palermo;
- partecipa ai lavori di restauro della Casa Grande del principe Alliata di Villafranca in piazza Bologni (1751-58).

a Milazzo:
- Portale della chiesa del Santissimo Salvatore e dell'attigua Badia benedettina.
- Portale della chiesa di San Gaetano o chiesa della Madonna della Neve o chiesa degli spagnoli di Catalogna.
- Portali della chiesa di San Giacomo Apostolo.

a Pettineo
- 1750, Ponte Migaido, ricostruzione.
- XII secolo, Ponte Concetta di Valledolmo.[3]

## Galleria d'immagini

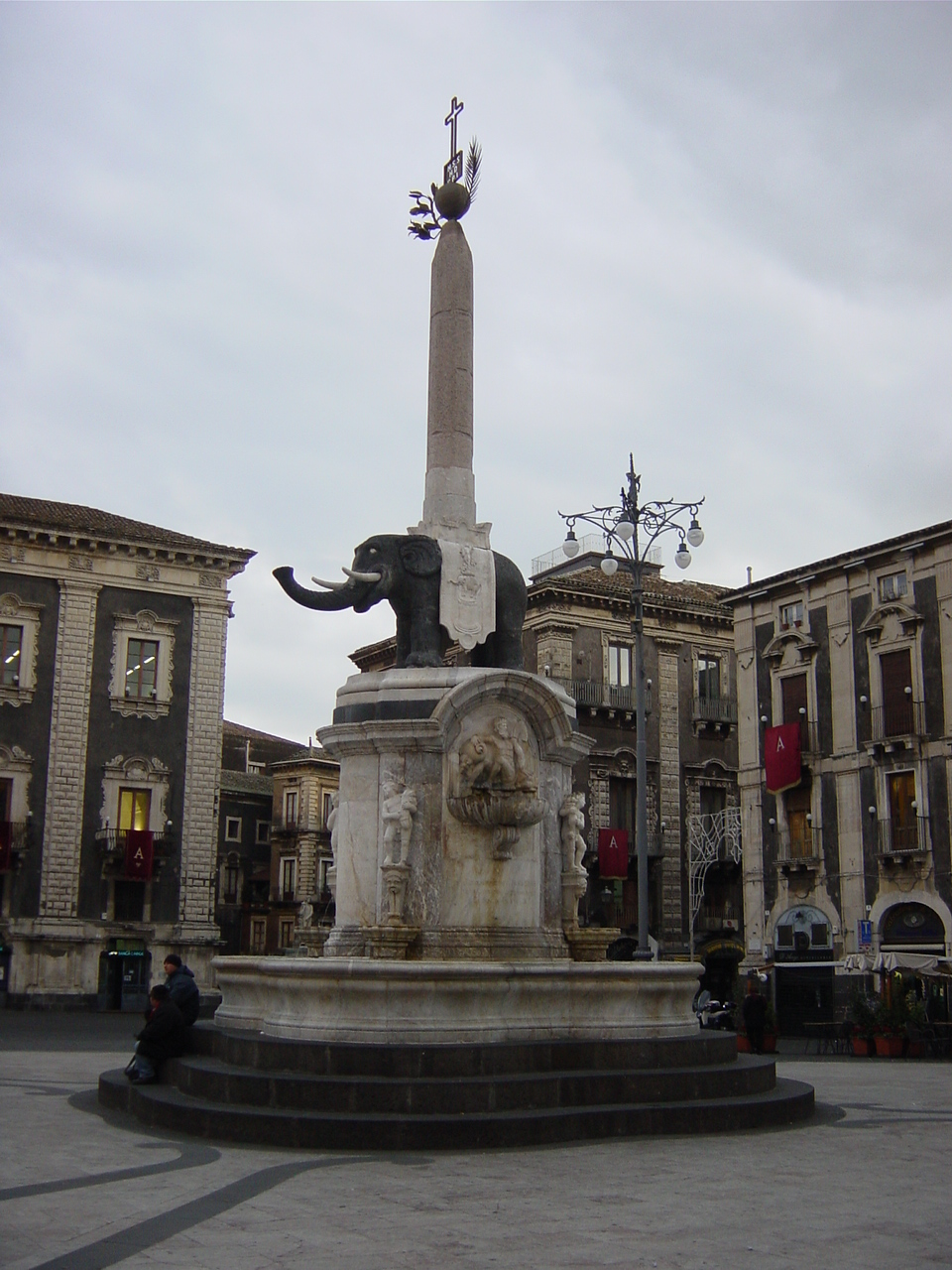
La Fontana dell'Elefante di Catania
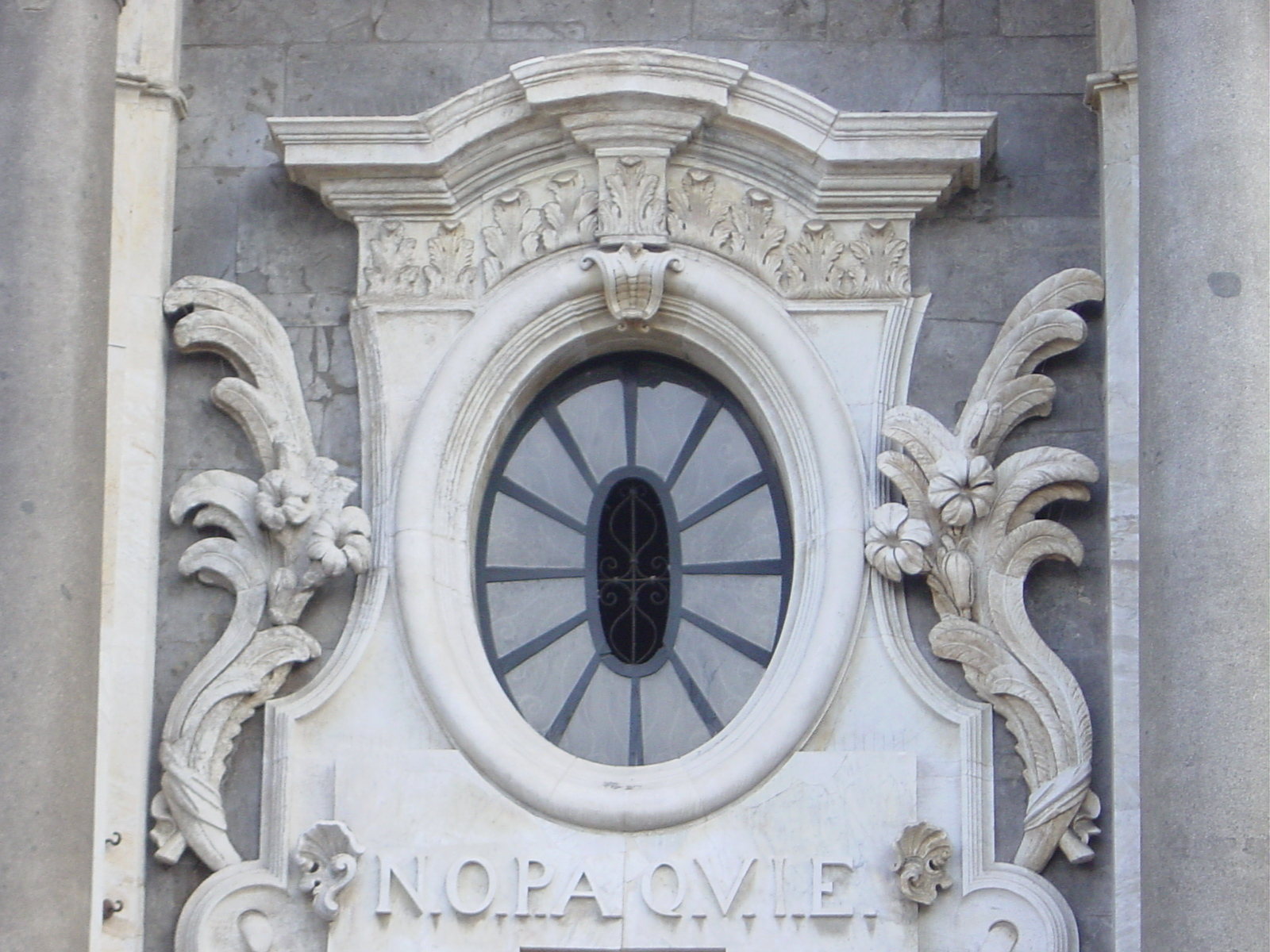
Un particolare del Duomo di Catania
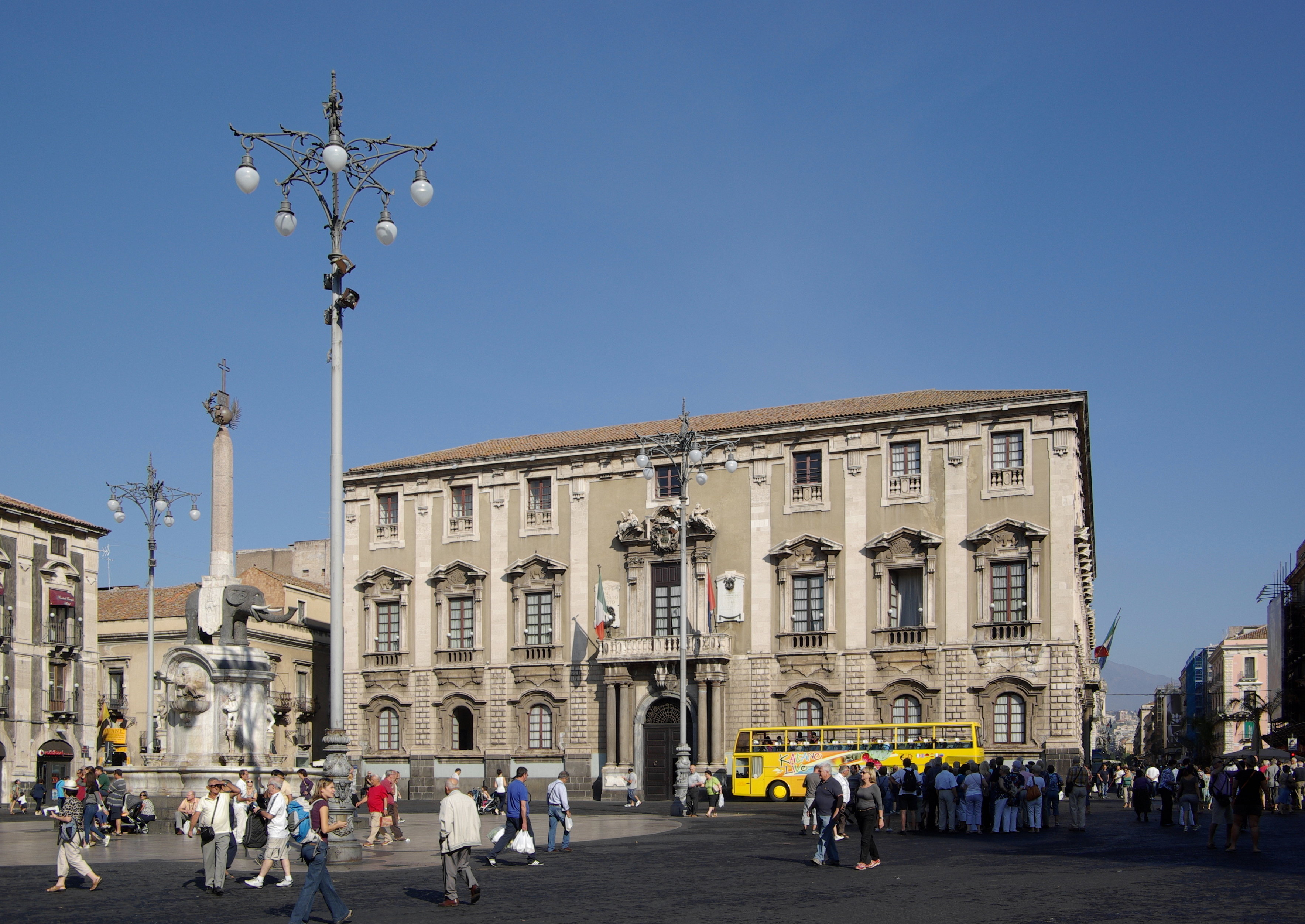
Il Palazzo degli Elefanti a Catania